# 石座村
石座村（いわくらむら）は、愛知県南設楽郡にかつて存在した村。
現在の新城市の一部（富永・浅谷・大宮・須長・牛倉・出沢など）に該当する。
村名は、石座神社（三河国宝飯郡式内社）に由来する。

## 歴史
- 1875年（明治8年） - 川上村、重広村、夏目村、門前村、草部村が合併し、富永村となる。
- 1876年（明治9年） -
  - 大宮村、大坪村、常延村が合併し、大宮村となる。
  - 須長村、名高田村、森長村が合併し、須長村となる。
  - 牛倉村、黒口村、真国村が合併し、牛倉村となる。
- 1884年（明治17年） - 浅木村と谷下村が合併し、浅谷村となる。
- 1889年（明治22年）10月1日 - 富永村、浅谷村、大宮村、須長村、牛倉村、出沢村が合併し、石座村が発足。
- 1906年（明治39年）5月1日 - 信楽村、平井村と合併し、東郷村発足。同日石座村は廃止。

## 神社・仏閣
- 石座神社